# Часопис для Спілок Рільничих
«Часопис для Спілок Рільничих» — місячник, орган Краєвого Патронату Рільничих Спілок, виходив у Львові 1904—1914 рівнобіжно українською і польською мовами. 
1915—1921 - окреме українське видання.